# Desperation Gully
Die Desperation Gully (englisch für Verzweiflungsrinne) ist eine steilwandige Schlucht auf der Insel Heard-Insel im südlichen Indischen Ozean. Sie liegt zwischen dem Challenger-Gletscher und benachbarten Kliffs. Die Schlucht ist Teil der Route von der Atlas Cove zum Saddle Point. Sie beginnt auf Meereshöhe und steigt auf über 200 m an.
Ihren Namen trägt sie seit den ersten Kampagnen der Australian National Antarctic Research Expeditions zur Insel Heard. Der weitere Benennungshintergrund ist nicht überliefert.